# Erwin Schrödinger
Erwin Rudolf Josef Alexander Schrödinger (Beč, 12. kolovoza 1887. – Beč, 4. siječnja 1961.), austrijski fizičar.
Rođen je kao sin jedinac dobro obrazovanih roditelja. Do 11. godine obrazovao se kod kuće, a nakon toga je pohađao školu da bi se pripremio za Bečko sveučilište.
Na tome sveučilištu je diplomirao fiziku te je na istom ostao do Prvoga svjetskog rata u kojem je sudjelovao na talijanskom bojištu. 
Nakon rata vraća se u Beč gdje se ženi, da bi 1921. preselio u Zürich na čijem je sveučilištu dobio poziciju teorijskog fizičara. Tih šest godina koje je proveo na tome sveučilištu bile su među najproduktivnijima u njegovoj karijeri, iako je na mehanici valova počeo raditi tek 1925. godine. Već 1926. objavio je svoj rad gdje kretanje elektrona u atomu opisuje kao valnu funkciju. Godine 1927. dobiva veliko priznanje, jer ga pozivaju na Humboldtovo sveučilište u Berlinu gdje je trebao zamijeniti Maxa Plancka. Tamo ostaje do 1933. kada zbog nacista odlazi na Oxford. Iste godine podijelio je Nobelovu nagradu za fiziku s Paulom Diracom. 
Godine 1938. vraća se u Austriju, ali nakon što ju Njemačka pripaja emigrira u Dublin gdje se bavi filozofijom fizike. Godine 1960. vraća se u Beč gdje godinu dana kasnije umire.
Schrödingerova jednadžba gibanja elektrona je osnovna jednadžba u modernoj kvantnoj fizici. Potpuno odbacuje pokušaje da se gibanje elektrona odvija po određenim putanjama u atomu i nastoji opisati njihovo gibanje isključivo valnim svojstvima. U nekom trenutku ta vjerojatnost da se elektron nađe u nekoj točki prostora jednaka je kvadratu apsolutne vrijednosti valne funkcije. Valna funkcija se mijenja ovisno o kvantizaciji elektrona. Pomoću te jednadžbe dobiva se kvantofizikalni model svakog pojedinog atoma. Ipak, tu jednadžbu je iznimno teško riješiti i očekuje se da će svoju punu uporabnu vrijednost dosegnuti daljnjim razvojem računala.

## Životopis

### Rane godine
Erwin Rudolf Josef Alexander Schrödinger rođen je 12. kolovoza 1887. u Beču kao sin Rudolfa Schrödingera, botaničara, i Georgine Emilie Brende Schrödinger. Majka bila je austrijsko-engleskog porijekla. Mladi Erwin je skoro istodobno učio i engleski i njemački zbog činjenice da su se oba jezika govorila u kući. Otac mu je bio katolik, a majka luteranka. Godine 1898. počinje svoje obrazovanje na Akademisches Gymnasiumu. Između 1906. i 1910. obrazovao se na Sveučilištu u Beču, gdje su mu glavni mentori bili Franz Serafin Exner i Friedrich Hasenöhrl. Tijekom tog studija obavio je i eksperimente s Friedrichom Kohlrauschom. Na tome sveučilištu je doktorirao pod mentorstvom profesora Friedricha Hasenöhrla, da bi 1911. postao asistent profesoru Franzu S. Exneru.

### Srednje godine
Godine 1914., Schrödinger je dostigao akademski status znan kao venia legendi. Od 1914. do 1918., sudjelovao je u ratu kao časnik austrougarske vojske. Dana 6. travnja 1920. oženio se s Annemariom Bertel. Iste godine postao je asistent Maxu Wienu u Jeni, a malo nakon toga je postao i izvanredni profesor u Stuttgartu. Godine 1921. postao je redoviti profesor u Wrocławu.
Godine 1922. počeo je studirati na Sveučilištu u Zürichu. U siječnju 1926. u časopisu Annalen der Physik izdaje članak Quantisierung als Eigenwertproblem (njemački: Kvantizacija vlastite vrijednosti) na temu valne mehanike. Taj rad znan je kao Schrödingerova jednadžba. U članku je dao "derivaciju" valne jednadžbe za vremenski neovisne sustave i pokazalo s da je dao točnu energetsku vlastitu vrijednost za atom sličan vodiku. Ovaj članak slavljen je kao jedan od najvažnijih znanstvenih radova XX. stoljeća, a napravio je i revoluciju u kvantnoj mehanici, ta općenito u cijeloj fizici i kemiji. Četiri tjedna kasnije, Schrödinger izdaje još jedan članak koji je riješio kvantni harmonijski oscliator, kruti rotor i dvoatomne molekule, a dao je i novu derivaciju njegovoj jednadžbi. Treći članak, iz svibnja, prikazao je ekvivalentnost pristupa sličnog onom koji je primjenjivao Werner Heisenberg, a dao je i obradu Starkovog učinka. Četvrti članak, iz ove impresivne serije, dao je način rješavanja problema u kojima se sustav mijenja s vremenom. Ova četiri članak predstavljaju vrhunac Schrödingerovog znanstvenog rada i odmah su uvršteni među najvažnije znanstvene radove u fizici. 
Godine 1927., Schrödinger je zamijenio Maxa Plancka na mjestu profesora na berlinskom Sveučilištu Friedrich Wilhelm. No, 1933. Schrödinger napušta novonastali Treći Reich zbog antisemitizma. Postao je profesor na koledžu Magdalen i na Sveučilištu u Oxfordu. Godine 1933. podijelio je Nobelovu nagradu za fiziku s Paulom Diracom zbog svog doprinosa u razvoju valne mehanike. No, unatoč njegovom znanstvenom uspjehu, njegov privatni život doveo je do toga da bude otpušten s Oxforda. Godine 1934. trebao je ići predavati na Princeton, no odbio je. Sljedeća postaja trebala je biti Sveučilište u Edinburghu, no zbog problema s vizom nije otputovao u Škotsku, a 1936. prihvaća posao na Sveučilištu u Grazu.

### Kasne godine
Godine 1938., nakon što je Hitler okupirao Austriju, Schrödinger je imao problema jer je 1933. pobjegao iz Trećeg Reicha i jer je bio otvoren protivnik nacizma. Kasnije je porekao sve ovo, no ubrzo je povukao izjavu i osobno se ispričao Einsteinu. No, to nije smirilo strasti pa je Schrödinger otpušten sa sveučilišta pod izlikom političke nevjerodostojnosti. Bio je maltretiran i savjetovano mu je da ne napušta zemlju, no on i njegova supruga pobjegli su u Italiju. Iz Italije je putovao na sveučilišta u Oxfordu i Gentu.
Godine 1940. dobio je pozivnicu da pomogne u osnivanju Instituta za napredne studije u Dublinu. Otputovao je tamo i dobio posao ravnatelja Škole za teorijsku fiziku. Na toj poziciji ostao je 17 godina. Tijekom tog mandata postao je i naturalizirani državljanin Irske. Tijekom ovog perioda je napisao preko 50 radova na razne teme, a među najvažnije spadaju oni o njegovim istraživanjima ujedinjene teorije polja.
Godine 1944. napisao je djelo Što je život?, koje sadrži raspravu o negentropiji (suprotnost entropiji) i koncept kompleksne molekule koja sadrži genetski kod za žive organizme.
Prema memoarima Jamesa D. Watsona, DNK, tajna života, Schrödingerova knjiga inspirirala je Watsona da prouči gen, što je dovelo i do otkrića strukture molekule DNK. Slično Watsonu, Francis Crick, Watsonov suradnik, u svojoj autobiografiji piše kako je su Schrödingerove spekulacije o tome kako se genetska uputa pohranjuje u molekulama utjecale na njega. Schrödinger je u Dublinu ostao sve do svog umirovljena 1955. I tijekom ovog perioda Schrödinger je zapadao u skandale: imao je mnoge afere sa studenticama, a napravio je djecu dvama Irkinjama. Schrödinger je imao doživotni interes za hinduističku filozofiju Vedanta. Ta filozofija utjecaja je i na kraj knjige Što je to život? gdje Schrödinger piše o mogućnosti da je individualna svijest samo manifestacija jedinstvene svijesti koja prodire u svemir.
Godine 1956. vraća se u Beč. Na važnom predavanju tijekom Svjetske energetske konferencije, Schrödinger je odbio održati predavanje o nuklearnoj energiji zbog svog skepticizma prema njoj te je umjesto toga održao jedno filozofsko predavanje. Tijekom ovog perioda Schrödinger se udaljio od definicije valne duljine koju je davala kvantna mehanika, te je samostalno promovirao ideju o valovima što je uzrokovalo mnoge kontroverze.

### Privatni život
Godine 1933., Schrödinger je odlučio da ne može živjeti zemlji u kojoj je progon Židova dio politike te države. Alexander Frederick Lindemann, vođa katedre za fiziku na Oxfordu, posjećuje Treći Reich u proljeću 1933. kako bi pokušao osigurati posao za neke mlade židovske znanstvenike. Sa Schrödingerom je popričao o poslu za njegovog asistenta, no tada je, na njegovo iznenađenje, saznao da i sam Schrödinger planira napustiti Reich. Schrödinger je također uputio molbu da njegov asistent bude Arthur March.
Zahtjev da mu March bude asistent proizlazio je iz Schrödingerovih nekonvencionalnih veza sa ženama. Schrödingerova veza s njegovom suprugom nikad nije bila dobra, te je imao mnoge afere za koje je njegova supruga znala. No, i Anny je imala svog ljubavnika - Schrödingerovog prijatelja Hermanna Weyla. Schrödinger je želio da mu March bude asistent jer je tada bio zaljubljen u Marchovu suprugu Hilde.
Većina znanstvenika koji su pobjegli iz Reicha, ljeto 1933. su proveli u provinciji Südtirol. Tu je Schrödinger napravio dijete Marchovoj supruzi Hilde. Dana 4. studenog 1933., Schrödinger, njegova supruga Anny i Marchova supruga Hilde stižu u Oxford. Po dolasku, dobio je posao na koledžu Magdalen. Ubrzo nakon što je došao u Oxford, Schrödinger je saznao da je zbog svog rada na području valne mehanike, dobio Nobelovu nagradu za fiziku. Tu nagradu podijelio je s Paulom Diracom.
Na početku 1934., Schrödinger je pozvan da održi predavanje na Sveučilištu Princeton, a ubrzo nakon održanog predavanja ponuđena mu je i pozicija predavača. Po povratku u Oxford pregovarao je oko financijske strane posla na Princetonu, ali na kraju ga je odbio i ostao u Engleskoj. Pretpostavlja se da je njegova želja da Anny i Hilde odgajaju njegovo dijete u Princetonu bila neostvariva. No, činjenica da Schrödinger nije skrivao svoju vezu s dvije žene istodobno, čak i ako je jedna od njih bila udana za drugog čovjeka, nije dobro prihvaćena ni na Oxfordu. No, unatoč svemu ovome, njegova kći Ruth Georgie Erica rođena je u Oxfordu 30. svibnja 1934.

### Smrt i ostavština
Erwin Schrödinger umro je 4. siječnja 1961. u Beču, u 73. godini života, od posljedica tuberkuloze. Pokopan je u mjestu Alpbach. Za sobom je ostavio udovicu Anny.
Enormni krater Schrödinger na Mjesecu postumno je nazvan po njemu, a 1993., u njegovu čast, u Beču je utemeljen Međunarodni institut za matematičku fiziku Erwin Schrödinger.

## Boja
Iako je Schrödinger puno poznatiji po svojim radovima na polju kvantne mehanike, radio je i s bojama. Godine 1920. izdao je tri članka o toj temi:
- "Theorie der Pigmente von größter Leuchtkraft," Annalen der Physik, (4), 62, (1920.), 603-622
- "Grundlinien einer Theorie der Farbenmetrik im Tagessehen," Annalen der Physik, (4), 63, (1920.), 397-426; 427-456; 481-520
- "Farbenmetrik," Zeitschrift für Physik, 1, (1920.), 459-466

## Vanjske poveznice
- "Životopis (na njemačkom jeziku)  Arhivirana inačica izvorne stranice od 5. ožujka 2007. (Wayback Machine)" ili
- "Životopis (na engleskom jeziku)  Arhivirana inačica izvorne stranice od 14. listopada 2006. (Wayback Machine)"
- Encyclopaedia Britannica: Erwin Schrodinger
- Erwin Schrödinger - životopis  Arhivirana inačica izvorne stranice od 25. kolovoza 2004. (Wayback Machine) s NobelPrize.org
- Schrödingeova medalja